# Пилипчатіна Юлія Андріївна
Ю́лія Андрі́ївна Пилипча́тіна (*27 серпня 1994, м. Артемівськ, Донецька область, Україна) — сучасна українська художниця-ілюстраторка.

## Біографія
Народилася у місті Артемівську Донецької області. Там закінчила школу, потім переїхала до Тольятті (Росія), де отримала вищу освіту за спеціальністю «вчитель історії», але ніколи так і не працювала вчителем.
Наприкінці 2010-х переїхала до Харкова.
Належить до кола найпопулярніших сучасних українських книжкових ілюстраторів; в її оформленні побачили світ більше двох десятків книжок, переважно для дітей, у провідних українських видавництвах — «Видавництво Старого Лева», «Клуб сімейного дозвілля», «Фонтан казок».
Окрім малювання, Юлія захоплюється керамікою: власноруч виготовляє тарілки й плитки та розмальовує їх. У вільний час доглядає домашніх улюбленців — собак, і читає вірші.

## Ілюстрації для книг
- «Шапочка і кит» ‎Катерина Бабкіна
- «Босоніжки для стоніжки» Мар'яна Савка
- «Ай-кім: Морозиво для Лесі. Найкраще смакують секрети» Таіс Золотковська
- «Гарбузовий рік» Катерини Бабкіної
- «Одного разу на Різдво» Надійки Гербіш
- «Зайчикове Різдво» Івана Андрусяка
- «Калюжа» та «Мрія» Олега Чаклуна

## Про ілюстрації
В усіх шести частинах повісті немає ані різких ліній, ані гострих кутів, оскільки у «гарбузовому» світі проблем просто не існує, як і на милих та напрочуд м'яких ілюстраціях Юлії Пилипчатіної.
«Босоніжки для стоніжки» проілюстровані молодою художницею Юлією Пилипчатіною. Раніше вона працювала над такими книжками, Її ілюстрації прекрасно доповнюють поезію Мар'яни Савки: текст точно відображений у малюнку, є багато дрібних деталей, які цікаво розглядати з малечею, а також численні однотипні речі, які діти можуть полічити.

## Цитати
Про натхнення: «Світ навколо мене — найкраще натхнення»,  — каже художниця про джерело своєї творчості."

Про себе: «Малювала скільки себе пам'ятаю, але не могла навіть уявити, що колись це стане професією. А у 2009 році чудом взяли на роботу дизайнером в книжкове видавництво і з того часу все стало на свої місця. Малюю кожен день: працюю — малюю, відпочиваю — малюю.»